# Смородина сахалинская
Сморо́дина сахали́нская (лат. Ríbes sachalinénse) — листопадный кустарник, вид рода Смородина (Ribes) семейства Крыжовниковые (Grossulariaceae).

## Ботаническое описание
Приземистый кустарник, чаще с лежащими укореняющимися или с приподнимающимися стеблями. 

### Листья
5–7-лопастные, с двоякозубчатым краем, сверху голые, снижу с коротким железистым опушением по жилкам.

### Цветки
Цветки актиноморфные, до 0,4 см длиной и 0,8 см в диаметре, зеленовато-жёлтые. Цветоножки до 1 см длиной, завязь нижняя. Цветёт в июне — июле.
Соцветия до 6 см длиной, содержит до 10 цветков.

### Плоды
Плоды — тёмно-красные ягоды до 8 мм длиной, опушённые белыми волосками, съедобные, с приятным вкусом.

## Распространение и экология
Произрастает в пойменных, смешанных и темнохвойных лесах, часто образует куртины.
Общее распространение: российский Дальний Восток, Японо-Китайский район.

## Хозяйственное значение и применение
Пищевое, лекарственное
|                                                                                 |  |  |  |
| Смородина сахалинская. Слева направо: общий вид растения, лист, соцветия, ягоды |  |  |  |